# Château de Groussay
 (janvier 2025).
Si vous disposez d'ouvrages ou d'articles de référence ou si vous connaissez des sites web de qualité traitant du thème abordé ici, merci de compléter l'article en donnant les références utiles à sa vérifiabilité et en les liant à la section « Notes et références ».
Le château de Groussay est situé rue de Versailles à Montfort-l'Amaury dans les Yvelines, en Île-de-France.

## Description
Cette « maison de campagne » datant des années 1820 fut transformée en un véritable château par Charles de Beistegui, qui l'acquiert en 1938, à l'aube de la Seconde Guerre mondiale. L'édifice n'étant pas protégé au titre des monuments historiques, il a toute liberté pour le modifier à sa guise ; c'est ainsi qu'il le prolonge de deux ailes, d'un théâtre et d'une salle de bal dite Salle hollandaise et crée une œuvre esthétique originale mais éphémère.

### Intérieur
Certains éléments de la décoration intérieure choisis par lui ont été conservés : on en retrouve dans le théâtre (inauguré en 1957 avec l'Impromptu, de Marcel Achard, joué par la Comédie-Française avec Annie Girardot et Jean-Claude Brialy), et dans les pièces suivantes : la Galerie des Goya, le grand salon, le Salon russe, le billard, la Galerie hollandaise, le Grand Salon hollandais et la salle à manger.
La bibliothèque comporte deux escaliers en colimaçon ; Beistegui fit supprimer un plafond et deux chambres pour lui donner plus de hauteur ; un cliché de cette pièce montre le trumeau de sa cheminée surmonté d'un tableau identique - ou s'agit-il de celui-ci ? - à La Mascarade nuptiale de José Conrado Roza (1778) acquis en 1985 pour le musée du Nouveau Monde de La Rochelle où il est exposé.
Plusieurs chaises en acajou ornées de son monogramme doré sont conservées dans le vestibule du château.

### Fabriques
Groussay est surtout célèbre pour ses fabriques, inspirées des parcs du XVIIIe siècle et des jardins dits anglo-chinois, et élevées du temps de Charles de Beistegui, entre 1950 et 1970.
On les doit à deux artistes : l'architecte et décorateur d'origine cubaine Emilio Terry, imprégné de culture classique, et au peintre d'intérieur Alexandre Serebriakoff, - neveu d'Alexandre Benois, qui réalisa les costumes et décors des fameux ballets russes de Serge Diaghilev - qui se spécialisa dans les portraits d'intérieurs ou conversations pieces. Les vases en céramique du parc sont quant à eux de Jean Luneau.
- la Tente Tartare (1960) ;
- le Temple du Labyrinthe (1967) ;
- le Pont Palladien (1960) ;
- la Pyramide (1968) ;
- le Temple d'Amour (1949) ;
- la Pagode Chinoise (1963) ;
- la Colonne Observatoire (1962).

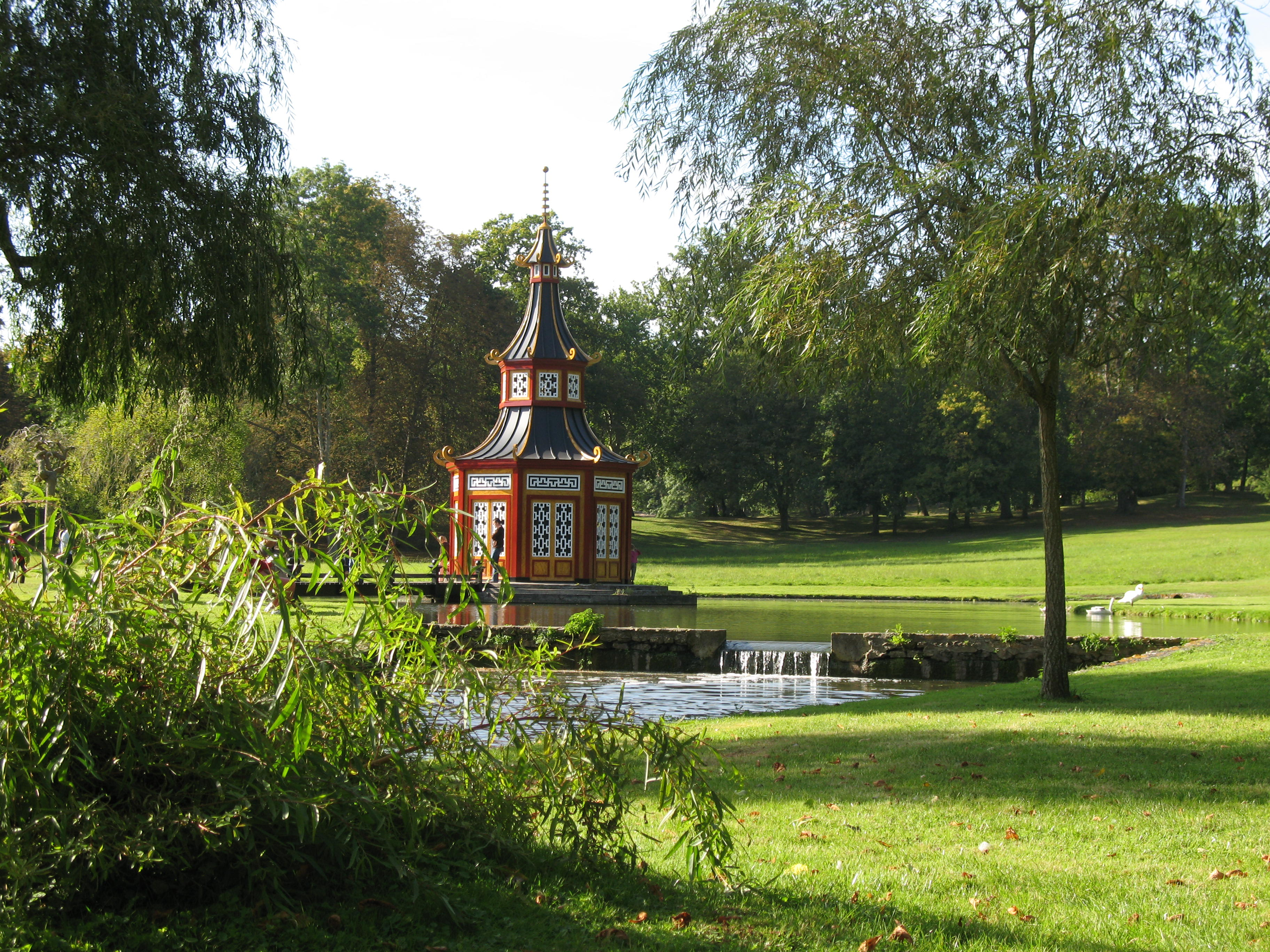
Pagode chinoise.
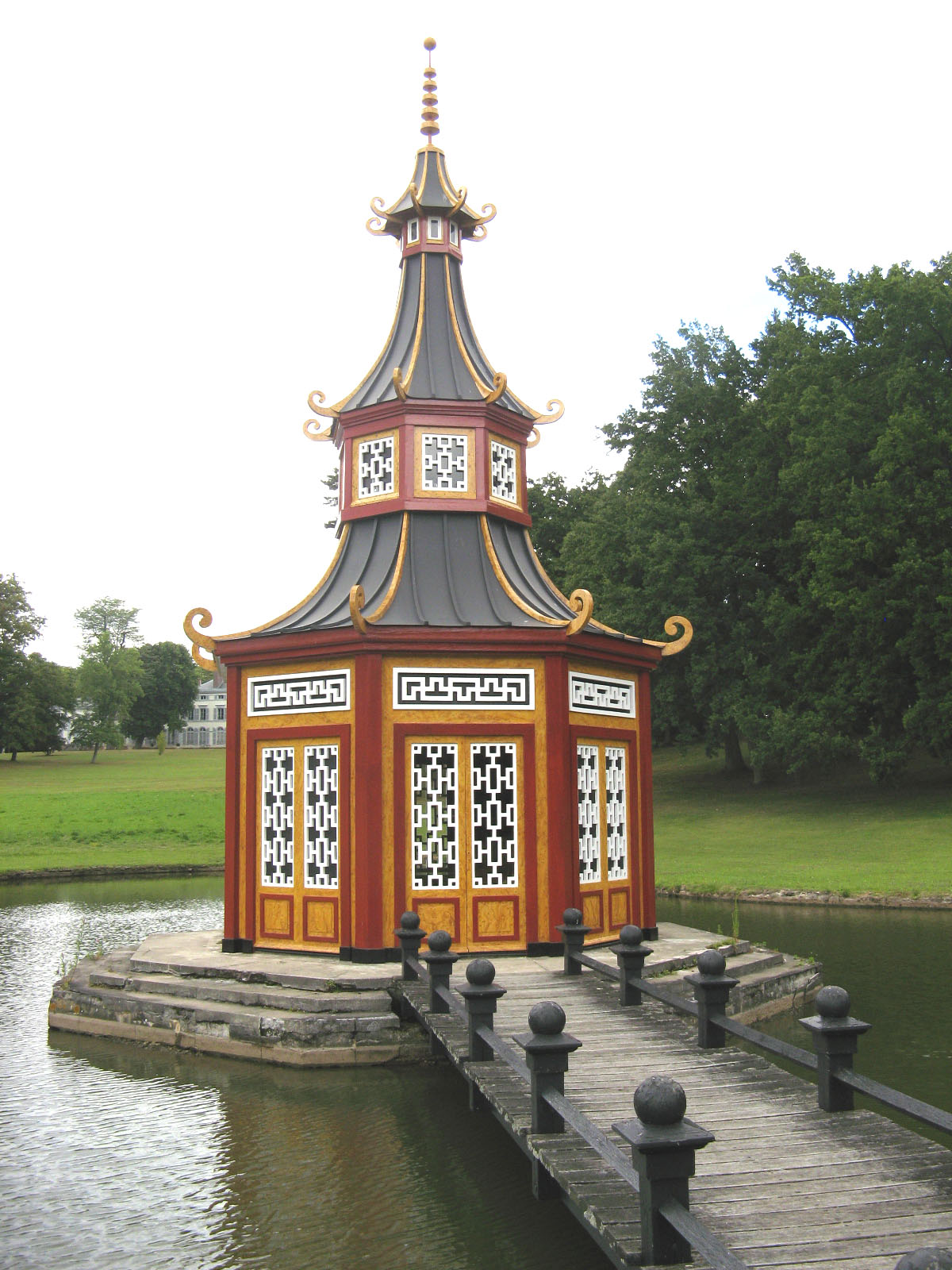
La Pagode chinoise.
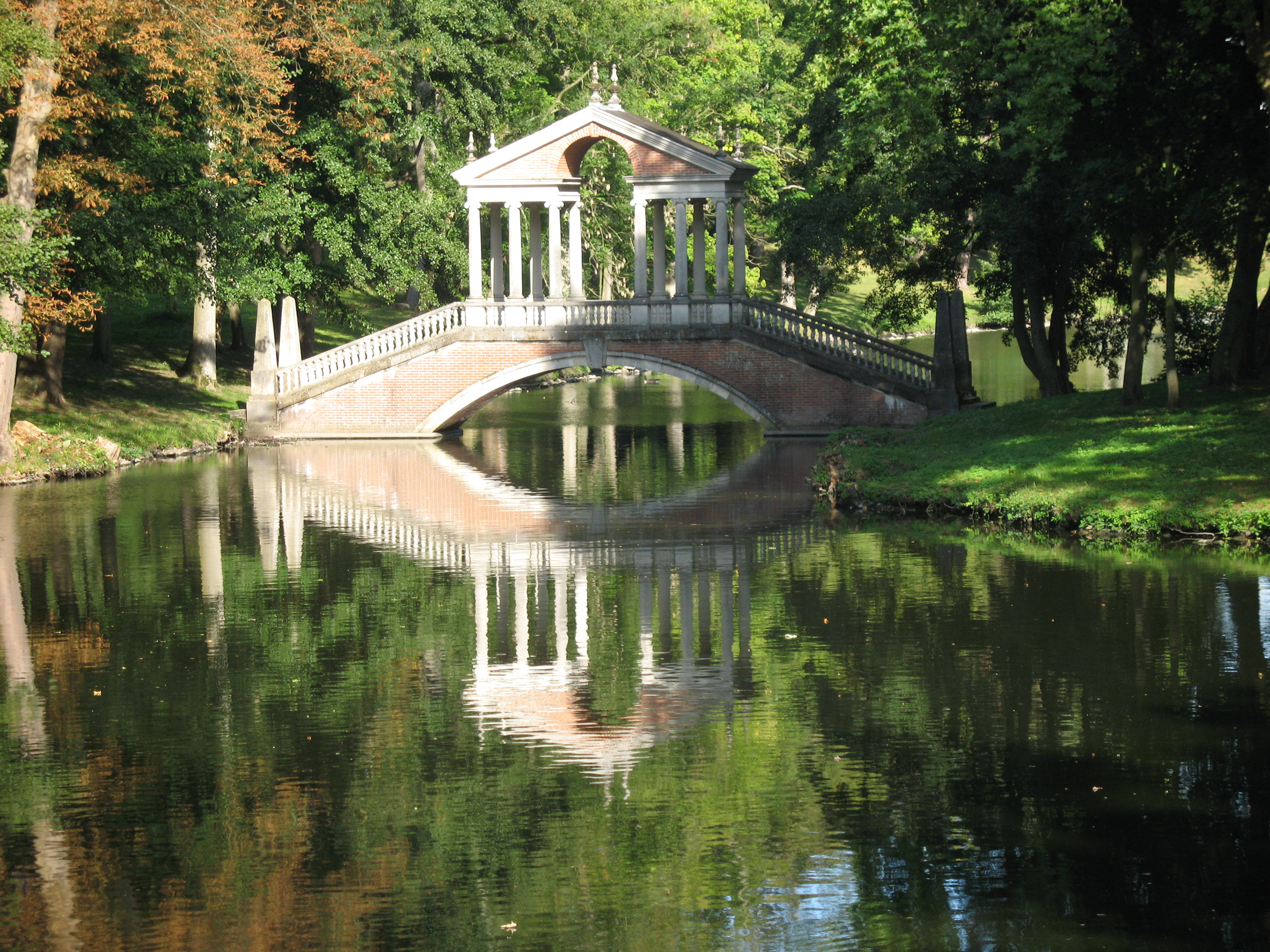
Pont palladien.
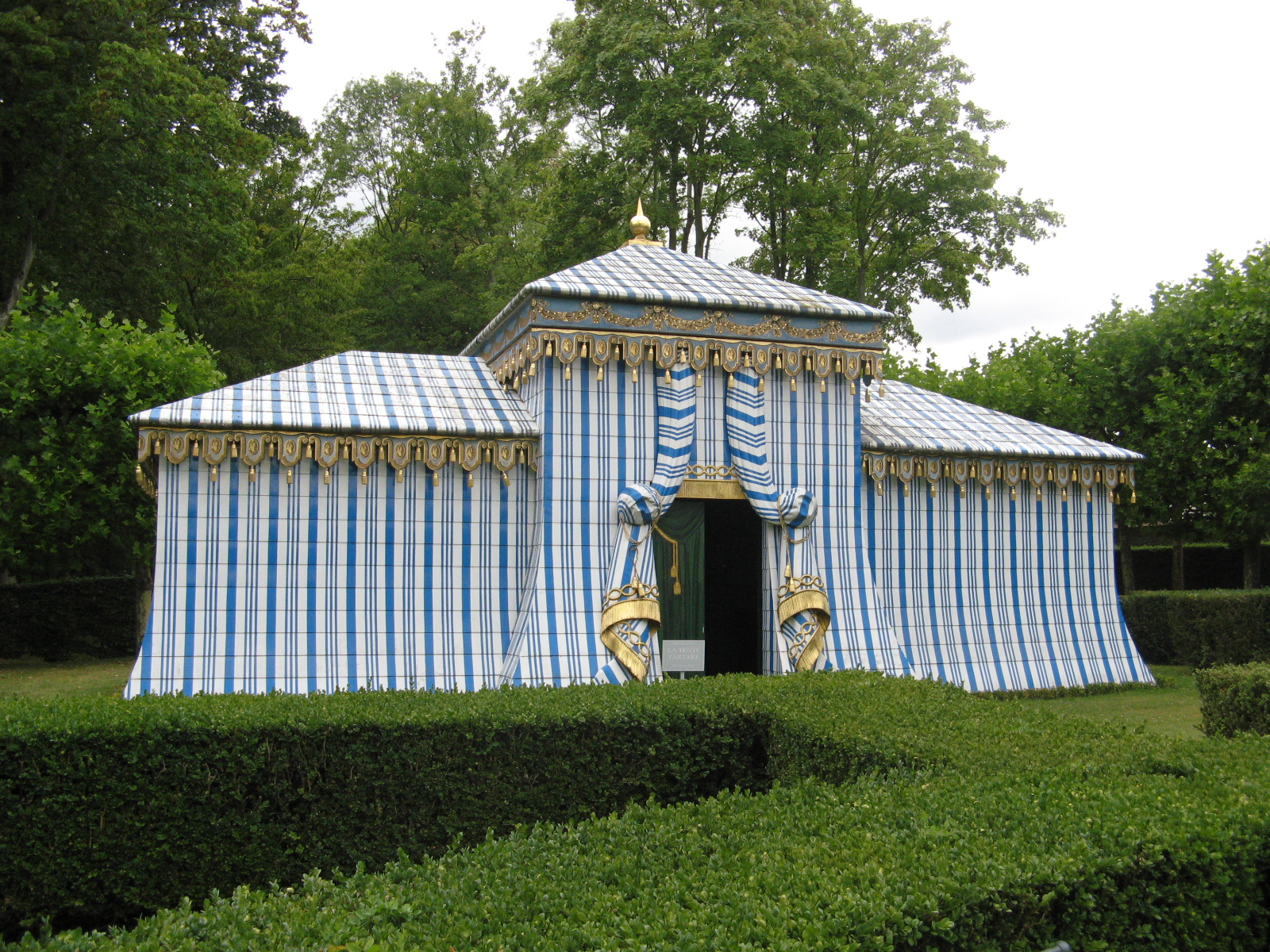
La Tente tartare.
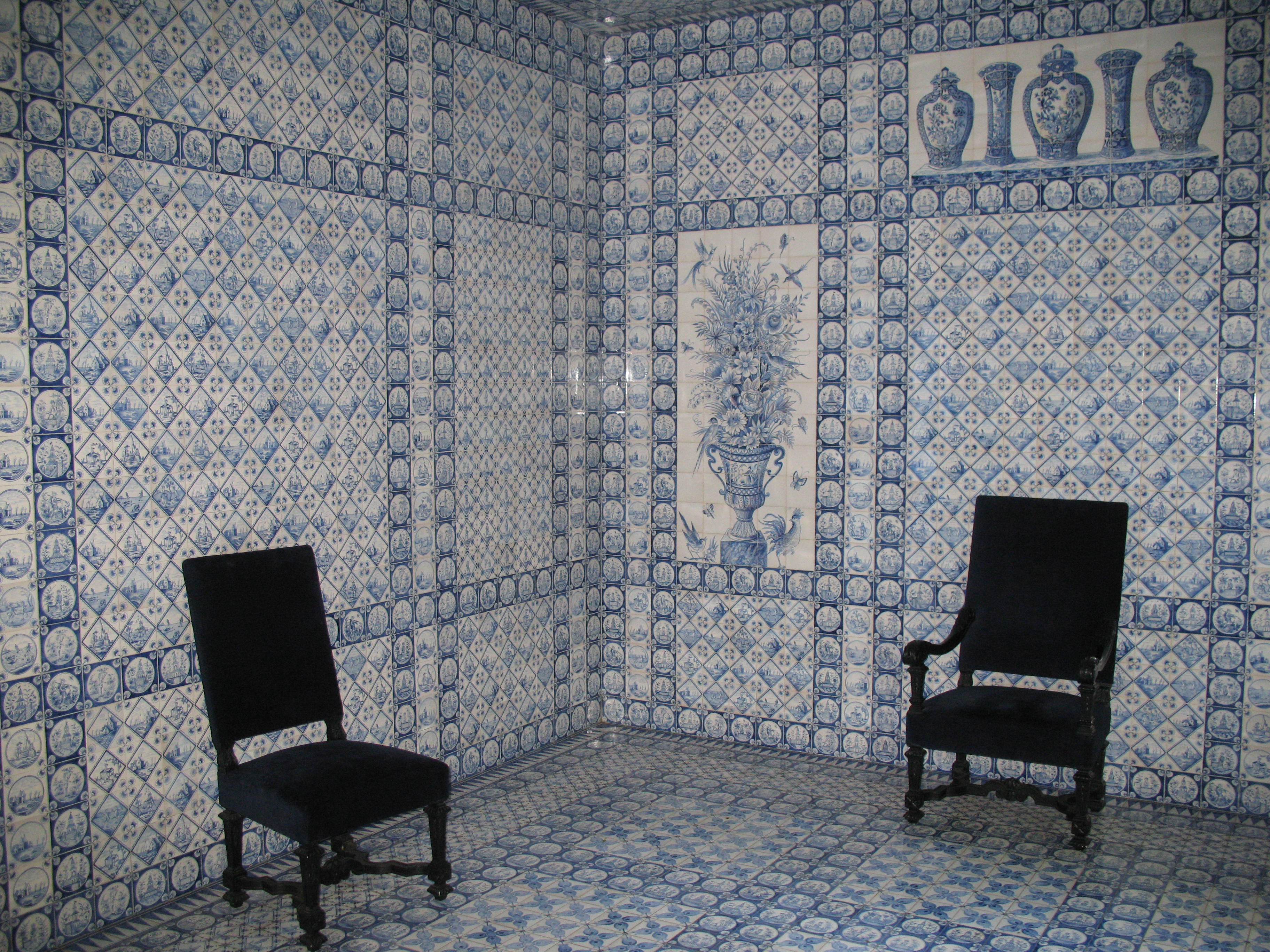
Intérieur de la Tente tartare.
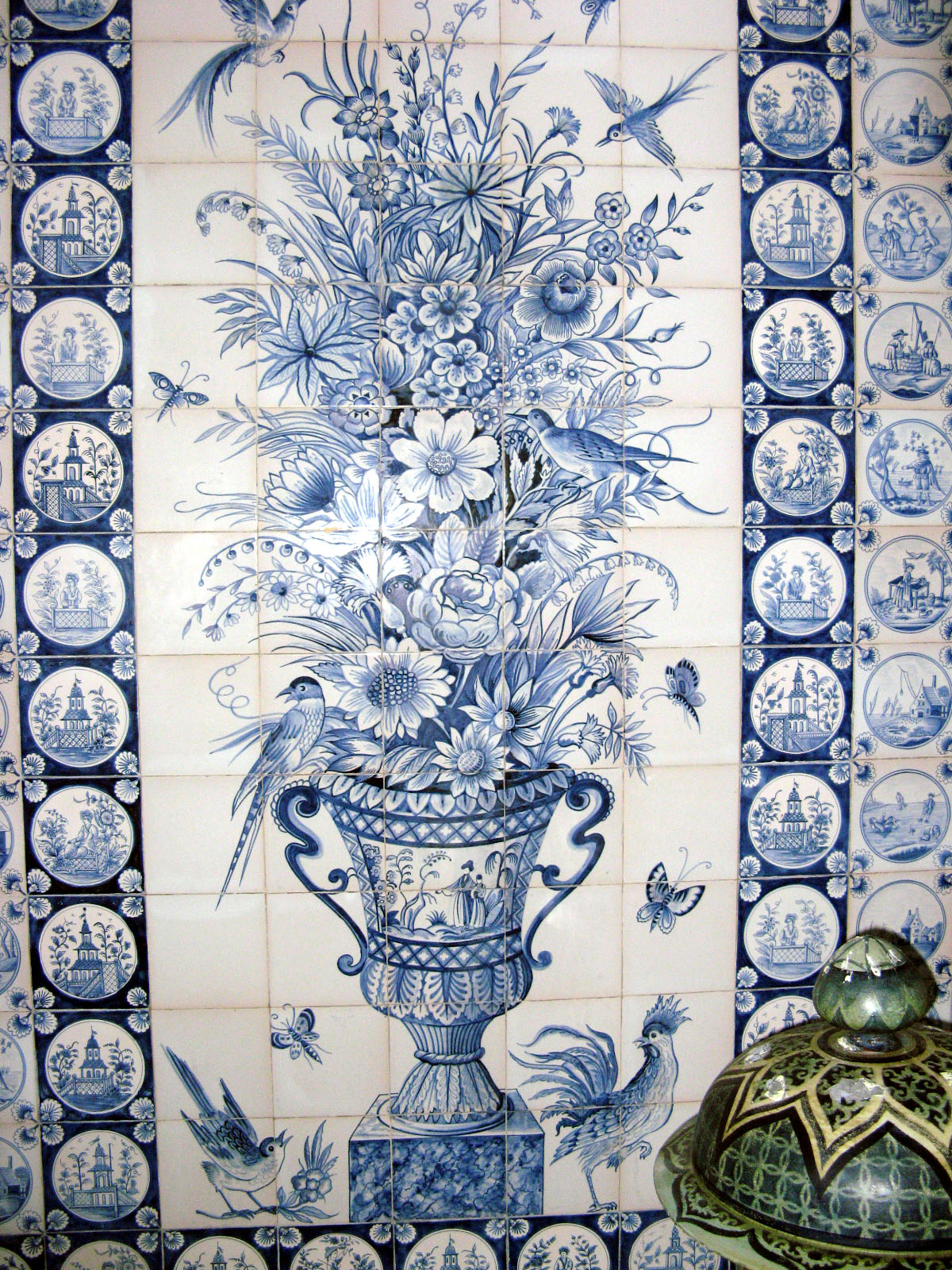
Détail intérieur de la Tente tartare.
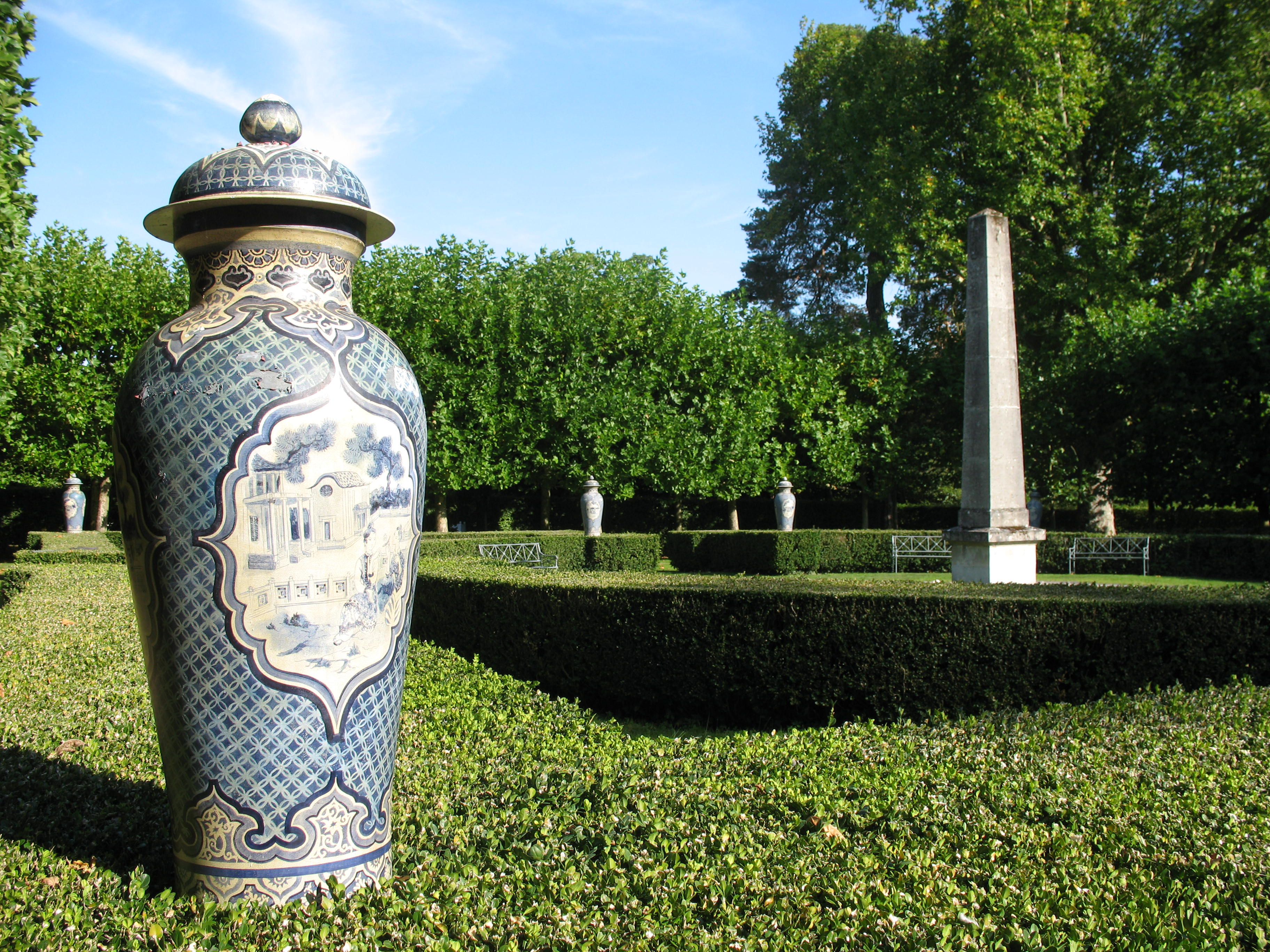
Le parc.
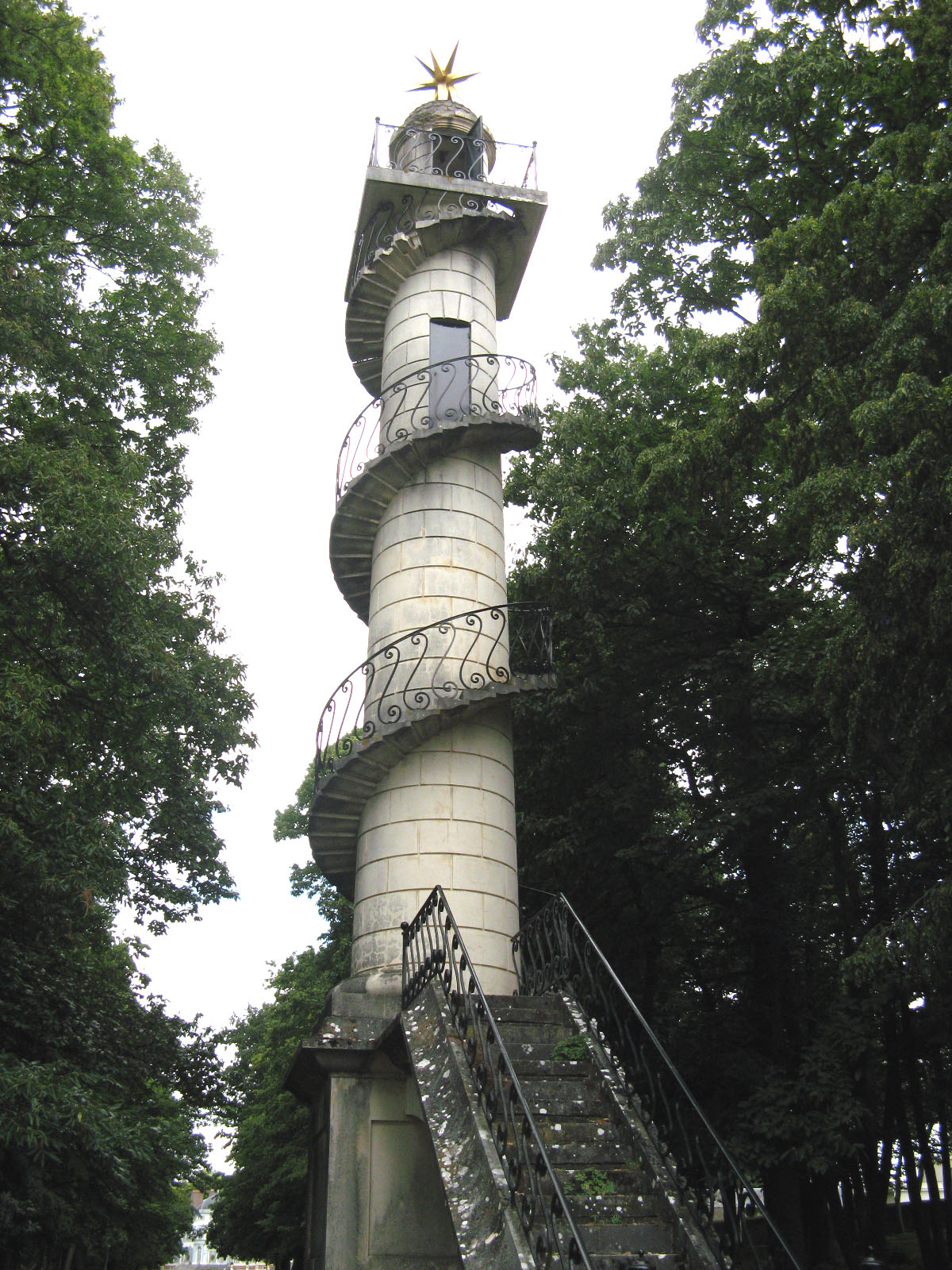
La Colonne Observatoire.

### Autres particularités

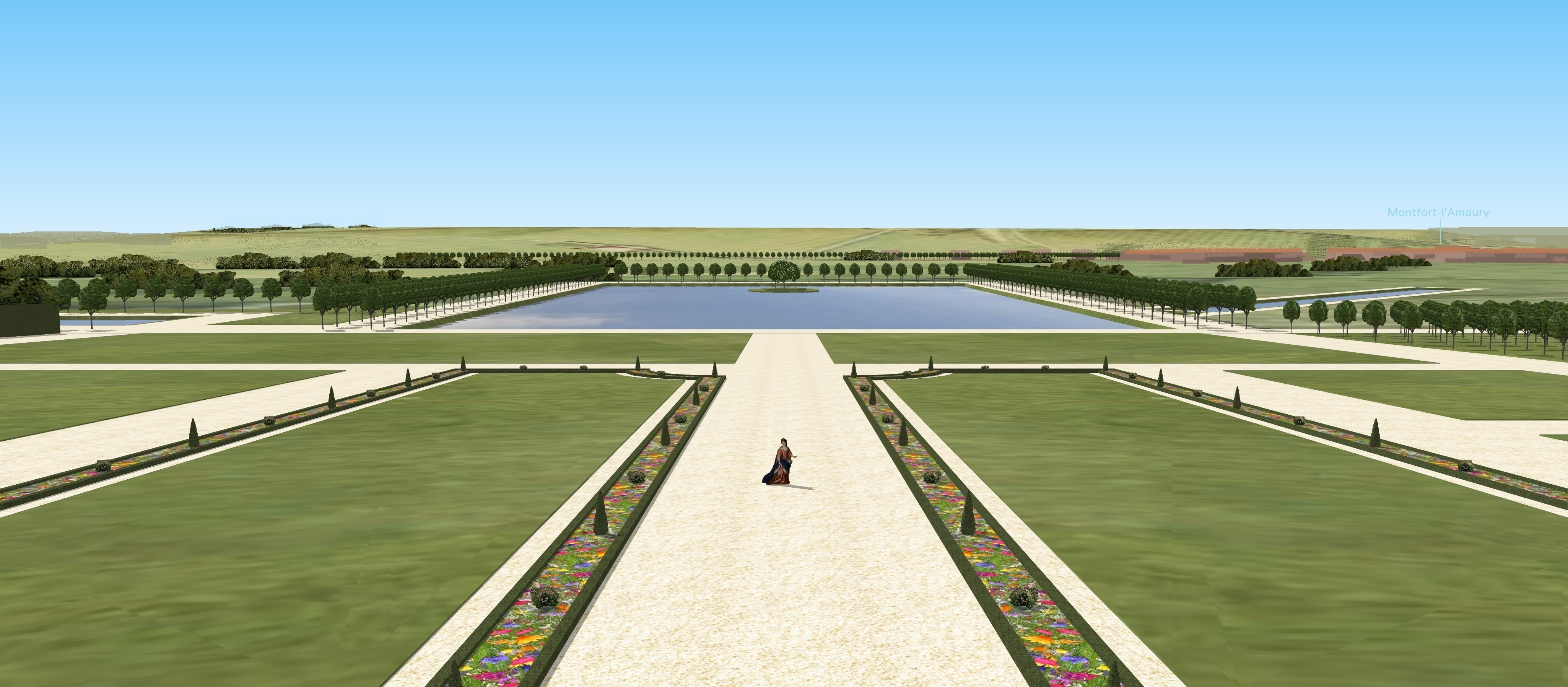
Restitution du jardin du premier château de Groussay, vers 1700.

Les écuries datent de la création du premier château. Le parc couvre 30 hectares.
Le jardin - avant celui à l'anglaise - était d'abord régulier, avec un parterre qui donnait sur une grande pièce d'eau rectangle, au centre de laquelle se trouvait une île, dans un dispositif semblable à celui du parterre et de l'étang du château de Clagny. 
L'ensemble (château et ses décors, parc, fabriques) a été classé au titre des monuments historiques par arrêté du 27 septembre 1993
,.

## Citations
- « C'est le confort, l'élégance mêmes. Pleine de meubles admirables, la maison a l'air, en fin de compte, d'une vieille maison de famille »[5].
- « À Groussay, le goût du faste va toujours de pair avec un sens très britannique du bien-être », Éveline Schlumberger (op. cit. p. 93).

- « Charles de Beistegui a voulu restituer en son château de Groussay l'atmosphère d'une « galerie » Louis XIII : grands tableaux accrochés directement sur les tapisseries du XVIIe siècle, cheminée monumentale, plafond à solives, sol de tomettes cloisonné de lames de parquet ; il n'y a ici nulle volonté de reconstitution mais une tentative originale pour fondre des éléments anciens et modernes dans l'harmonie précise et caractérisée conçue par le décorateur. »[6]

## Historique

Armoiries des Béthune-Chârost.

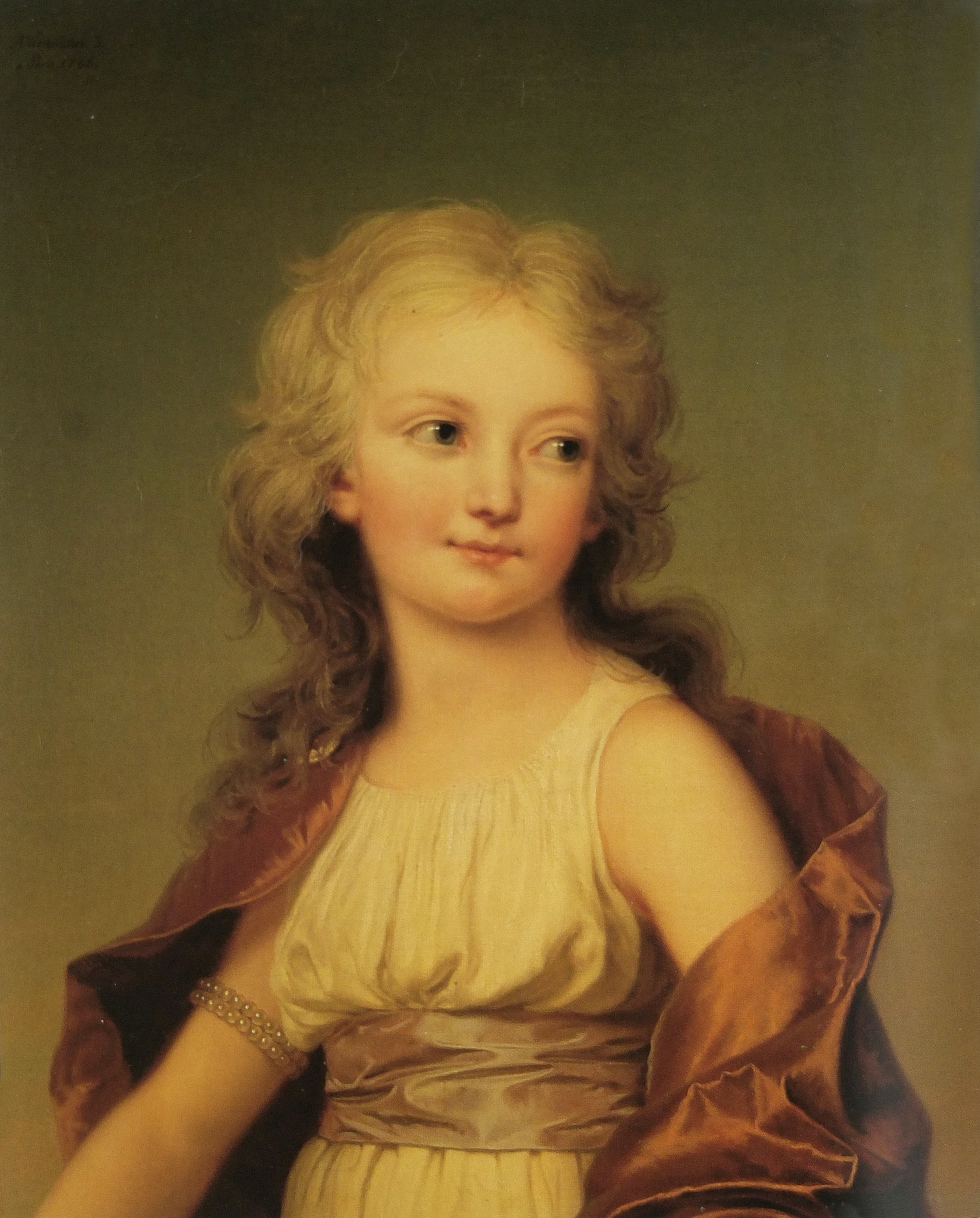
Duchesse d'Angoulême Madame Royale, 1786.

Henriette Adélaïde du Bouchet de Sourches de Tourzel, duchesse de Charost, veuve et héritière du maire de Paris, Armand Joseph de Béthune, duc de Chârost, fait construire le château en 1815.
Elle est la fille de Louise Élisabeth Félicité Armande Anne Marie Jeanne Joséphine de Croÿ d'Havré, dite Louise Élisabeth de Croÿ, duchesse de Tourzel, gouvernante des enfants royaux, et de Louis François du Bouchet de Sourches, marquis de Tourzel, grand prévôt de France.
La construction est pratiquement terminée en 1823.
Ayant accompagné la famille royale lors de la tentative de fuite, emprisonnée mais ayant échappé à l'échafaud, la mère d'Henriette, de retour de Londres, vient s'installer à Groussay, où elle reçoit la fille de Louis XVI, la duchesse d'Angoulême. Quelques mois plus tard, en 1832, elle meurt au château à l'âge de 82 ans.
Mme de Chârost meurt en 1837 et est inhumée au cimetière de Montfort-l'Amaury. Elle avait fait construire l'orangerie, qui abrita les collections d'arbustes méditerranéens.
En 1843, la comtesse Julie de Pahlen acquiert le domaine après la mort de son mari, Pierre Antonin Perry, survenue la même année. Elle y reçoit l'empereur et l'impératrice. En 1873, elle vend à Henriette Dufour d'Hargeville, épouse du prince Soltikoff.
En 1938, Charles de Beistegui (1895-1970), de nationalité mexicaine et espagnole et esthète inspiré, rachète Groussay ; il est le neveu du grand collectionneur mexicain et généreux mécène des musées et institutions culturelles françaises Carlos de Beistegui.
Il crée au château « un théâtre à l'italienne, des trompe-l'œil, des sphinx en bas des escaliers, une salle de bal, un salon bibliothèque en acajou avec un double escalier en colimaçon, des folies dans le parc de 30 hectares… ».
Souvenir de soupers « en petit comité » à Groussay : 

« Le soir, quand il n'y avait  au château qu'un ou deux intimes, on dînait au-dessus du vestibule, "dans la lunette". Le couvert était mis sur des tables volantes, de part et d'autre de la cheminée. Le châtelain s'asseyait côté fenêtres, dans un fauteuil drapé de chintz auprès du buste de la reine Victoria ; ses hôtes prenaient place en face de lui. Et l'on devisait d'une table à l'autre, sous le regard du peintre Van Daele (sic) dont le portrait par Robert Lefèvre dominait la scène. »

À la mort de Charles, en 1970, son neveu Juan de Beistegui, dit « Johnny », en hérite et s'efforce de le préserver pendant trente ans, mais en 1999 l'édifice est vendu au producteur de télévision Jean-Louis Remilleux et son contenu, sauf certains éléments décoratifs, est finalement dispersé en 2 000 lots décrits dans un catalogue de quatre volumes lors des premières enchères publiques organisées en France par Sotheby's, à l'occasion d'une house sale de quatre jours, événement dans le marché de l'art.
En 2012, la propriété est revendue à Rubis International, dont le gérant est l'homme d'affaires Rustam Madumarov.
La propriété passe ensuite dans les mains de Gulnora Karimova, fille du dictateur ouzbek ; ses biens sont cependant saisis après son inculpation pour blanchiment de détournement de fonds publics, et le château remis en vente, avec obligation faite aux postulants de proposer une valorisation artistique ou culturelle du site.

## Un lieu de tournage
En 1969, peu de temps avant la mort de Charles de Beistegui, un premier tournage eut lieu au château : Le Bal du comte d'Orgel de Marc Allégret d'après le roman de Raymond Radiguet : Jean-Claude Brialy en parle dans la série documentaire Le Bal du siècle réalisée en 2006 par Xavier Lefèbvre et produite par Jean-Louis Remilleux, alors propriétaire du château.
Comme dans beaucoup de châteaux, de nombreuses scènes de films, téléfilms et documentaires ont été tournées à Groussay, entre autres : Valmont de Miloš Forman en 1988 ; deux documentaires de Patrick Mimouni : Don Carlos de Beistegui en 1989 et À Groussay, en 1998 ; Les Parisiens de Claude Lelouch en 2004 ; Ne le dis à personne de Guillaume Canet en 2006 ; L'Homme au ventre de plomb et L'énigme des Blancs Manteaux (série Les Aventures de Nicolas Le Floch) d’Edwin Baily en 2008 ; La Maison du chat-qui-pelote d’après Balzac (série Au siècle de Maupassant. Contes et nouvelles du XIXe siècle) de Jean-Daniel Verhaeghe en 2008… (voir filmographie) 
Groussay est par ailleurs décrit dans le Guide des lieux cultes du cinéma en France.
Lors de sa vente en 1999 au producteur de télévision Jean-Louis Remilleux et jusqu'à sa revente en 2010, le château fut quelquefois transformé en une sorte de studio de télévision (la bibliothèque et le théâtre en avaient déjà les dimensions, avec de grandes hauteurs, et des facilités d'éclairage et de déplacement de matériel) où ont été enregistrées un certain nombre d'émissions télévisuelles, dont celle, hebdomadaire, de Frédéric Mitterrand, Plaisir de France (2001-2004).
À partir de 2012, le parc abrite le tournage du Meilleur Pâtissier, diffusé sur M6 (saisons 2, 3, 4, 6, 7, 8, 9, 10, 11, 12, et 13).
Groussay est devenu une référence pour les sociétés de production cinématographique, télévisuelle, musicales et maisons de couture représentant le chic à la française.
De nombreuses maisons d'édition de livres d'art internationales et françaises ont sélectionné ce lieu pour leur magazine.
Depuis avril 2016, le château, accompagné de l'association patrimoine aventure, a ouvert les portes du domaine au public. Les visites du château sont commentées. Les jardins ont retrouvé un éclat et les différentes naissances animalières animent régulièrement la vie du domaine. En 2017, le magazine AD a publié, dans son recueil des 50 lieux à voir une fois dans sa vie, le château de Groussay. En 2017, le château accueille pour les Journées du patrimoine son 2e salon des Métiers d'arts pour œuvrer à la mise en valeur de ces métiers, qui ont fait l'histoire de France. Le château s'est aussi donné pour objectif de valoriser les arts, en accueillant des artistes à demeure.
En 2015, le théâtre de verdure, situé dans la continuité du jardin d'agrément, accueille pour la première fois depuis très longtemps une pièce : Le Journal d'une femme de chambre d'Octave Mirbeau (1900), interprétée par Isabelle Mentré.
Le petit théâtre intérieur accueille en soirées privées d'autres pièces ou des événements culturels comme : Les lectures de Madame Royale interprétées par Isabelle Mentré (2016), Maître Rumiko Manako avec une féerie de l'art floral Japonais Ikebana (2016), Un fil à la patte (2017) et le Bourgeois Gentilhomme (2017 - voir reportage par Ma Plume 2.0) par la Troupe du Crâne.
En 2017, le château ouvre pour la première fois de son histoire ses portes à une école de théâtre pour organiser la représentation de fin d'année des élèves.

### Défilés de mode
Christian Lacroix en 2017 lance une nouvelle collection « au théâtre ce soir », entièrement mise en scène au château de Groussay. De même, la collection homme printemps-été 2017 met en avant ce lieu.
Les campagnes de lancement des parfums Noir Intimacy et INTIMACY SHEER EAU DE PARFUM y ont été tournées.

## Cinéma et télévision

### Films et téléfilms
- 1970 : Le Bal du comte d'Orgel, de Marc Allégret
- 1989 : Valmont de Miloš Forman
- 2012 : Joséphine, ange gardien, série télévisée de Laurent Chouchan (épisode "Pour la vie")
- 2004 : Les Parisiens, de Claude Lelouch
- 2006 : Ne le dis à personne de Guillaume Canet
- 2008 : L'Instinct de mort, de Jean-François Richet
- 2008 : Nicolas Le Floch, série télévisée d'Edwin Baily (L'Homme au ventre de plomb - Saison 1 Épisode 1)
- 2008 : Nicolas Le Floch, série télévisée d'Edwin Baily (L'énigme des Blancs Manteaux - Saison 1 Épisode 2)
- 2009 : Contes et nouvelles du XIXe siècle, série télévisée, de Jean-Daniel Verhaeghe (épisode La maison du chat qui pelote)
- 2009 : Le petit Nicolas, film réalisé par Laurent Tirard sur son scénario coécrit par Grégoire Vigneron et Alain Chabat
- 2010 : Je n'ai rien oublié, film de Bruno Chiche.
- 2015 : Nicolas Le Floch, série télévisée d'Edwin Baily (Le Noyé du Grand canal - Saison 6 Épisode 12 diffusé en 2018)
- 2016 : Versailles, série télévisée de Simon Mirren et David Wolstencroft (Saison 2)
- 2016 : La Maison au bord des larmes de Terry Misseraoui[14]
- 2016 : Chefs (série télévisée, saison 2, épisode 4) d'Arnaud Malherbe
- 2016 : Quadras (série télévisée, saison 1) de François-Xavier Demaison
- 2017 : Une jeunesse dorée d'Eva Ionesco
- 2020 : Voir le jour de Stanley Woodward
- 2022 : Emma Bovary téléfilm de Didier Bivel[15]

### Émissions de télévision
- 2001-2004 : Plaisir de France avec Frédéric Mitterrand
- 2013 : saison 2 du Meilleur Pâtissier, une émission de télévision française de téléréalité culinaire diffusée sur M6
- 2014 : saison 3 du Meilleur Pâtissier, une émission de télévision française de téléréalité culinaire diffusée sur M6
- 2015 : saison 4 du Meilleur Pâtissier, une émission de télévision française de téléréalité culinaire diffusée sur M6
- 2017 : saison 6 du Meilleur Pâtissier, une émission de télévision française de téléréalité culinaire diffusée sur M6
- 2018 : saison 7 du Meilleur Pâtissier, une émission de télévision française de téléréalité culinaire diffusée sur M6
- 2019 : saison 8 du Meilleur Pâtissier, une émission de télévision française de téléréalité culinaire diffusée sur M6
- 2020 : saison 9 du Meilleur Pâtissier, une émission de télévision française de téléréalité culinaire diffusée sur M6
- 2024 : Le Maître du jeu, avec Laurent Ruquier, sur TF1

### Théâtre de Groussay
Depuis 2016, le théâtre ouvre ses portes lors de soirées spéciales. La troupe du Crâne, qui est à demeure depuis 2016, a produit plusieurs pièces comme Le fil à la patte, Le Bourgeois Gentilhomme, La Belle et la Bête, Invitation au voyage, Les Fables de la Fontaine. 2018 voit l'arrivée d'une deuxième troupe, Libre en scène, qui jouera Espèce menacée à plusieurs reprises. Ces deux troupes proposeront en 2019, plusieurs dates.

## Visite
Le château est une propriété privée, actuellement fermé au public pour travaux.